# Geerto Snijder

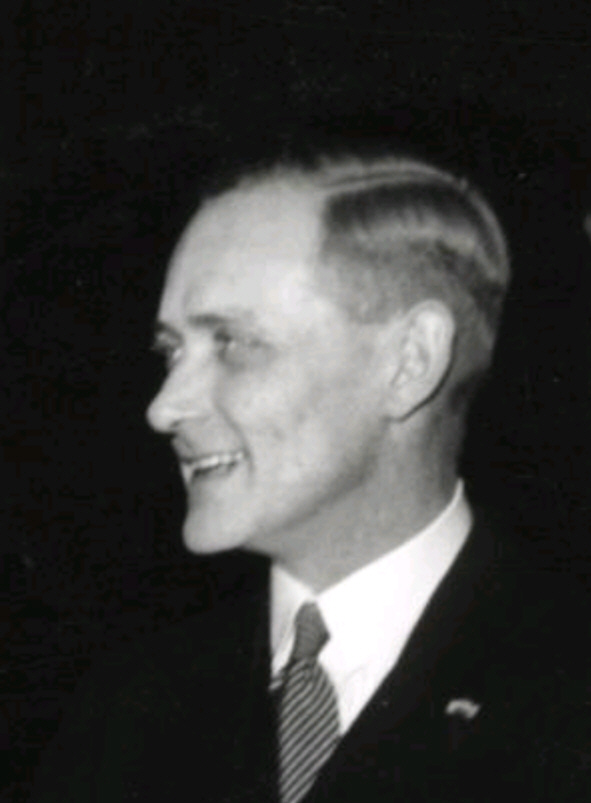
Geerto Snijder (1941)

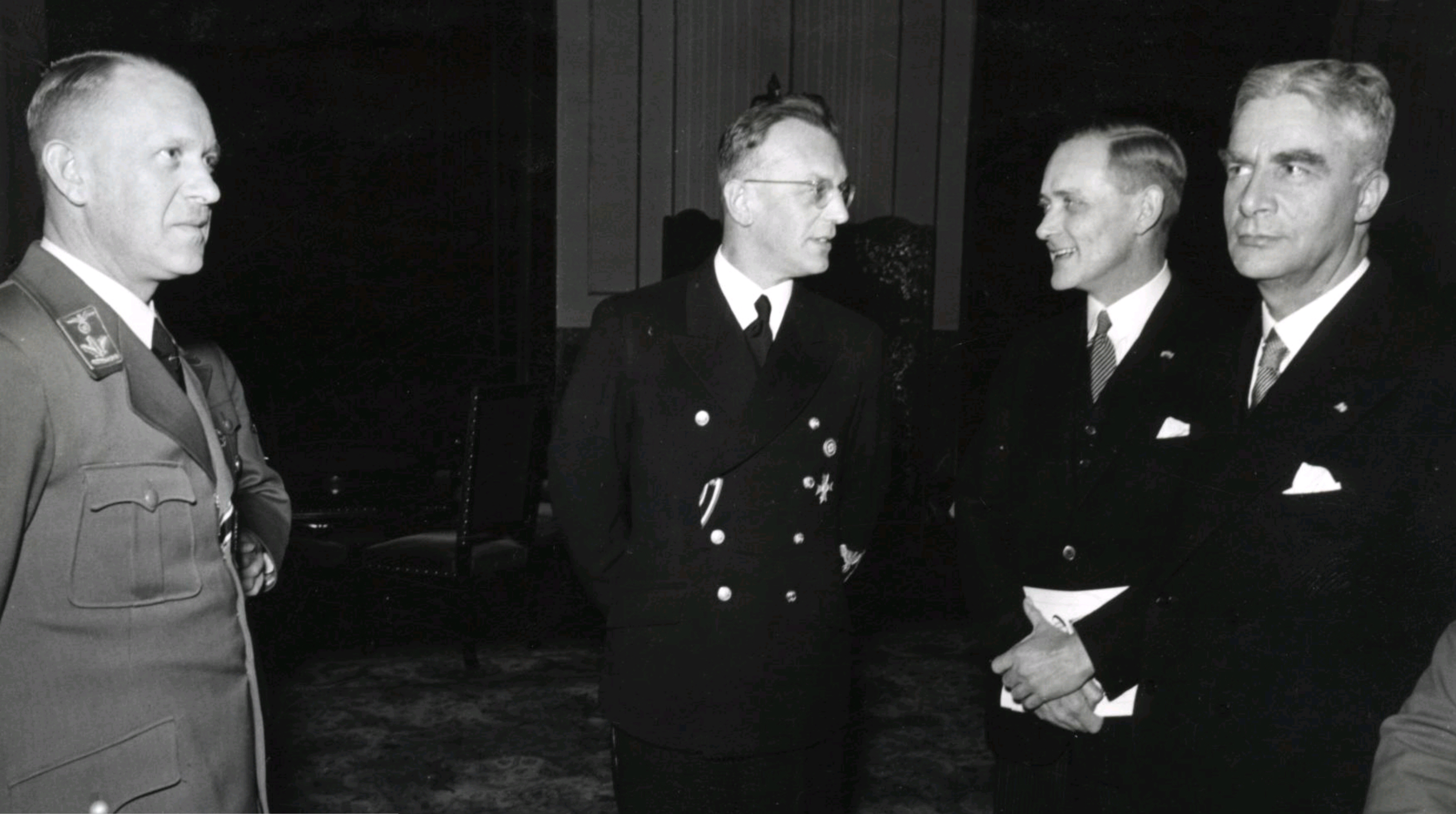
Der Beauftragte für die Provinz Nordholland beim Reichskommissar der besetzten niederländischen Gebiete Martin Seidel, der Reichskommissar für die Niederlande Arthur Seyß-Inquart, Geerto Snijder und der Amsterdamer Bürgermeister Edward Voûte, Stadsschouwburg Amsterdam (1941)

Geerto Aeilko Sebo Snijder, auch Geerto Snyder, (* 25. Juni 1896 in Winterswijk; † 6. Oktober 1992 in Deutschland) war ein niederländischer Klassischer Archäologe, Nationalsozialist und Mitglied der Nederlandschen SS. 

## Leben
Geerto Snijder besuchte das Utrechts Stedelijk Gymnasium, studierte an der Universität Utrecht Klassische Sprachen und Archäologie und wurde 1920 in Utrecht bei Carl Wilhelm Vollgraff (1876–1967) mit seiner Dissertation De forma matris cum infante sedentis apud antiquos promoviert. In der Zeit von 1924 bis 1928 wirkte er als Privatdozent für Römische Kunstgeschichte, von 1928 bis 1932 als außerordentlicher Professor für Klassische Archäologie und Kunstgeschichte der Antike und von 1932 bis 1945 als ordentlicher Professor für Klassische Archäologie und Kunstgeschichte der Antike an der Universiteit van Amsterdam. Er forcierte die Gründung des Allard Pierson Museums und wurde 1934 der erste Direktor des Museums.
Geerto Snijder ließ sich während der deutschen Besatzung der Niederlande im November 1940 als Mitglied (Mitglieds-Nr. 40) für die am 11. September 1940 von Anton Mussert gegründete und von Henk Feldmeijer befehligte Niederländische SS registrieren, die als niederländischer Teil der „großgermanischen“ SS der Befehlsbefugnis des Reichsführer SS Heinrich Himmler unterlag. 
Im Jahr 1940 sollte Geerto Snijder nach dem Willen von Arthur Seyß-Inquart, des Reichkommissars der Niederlande, Chef des Ministeriums für Unterricht, Künste und Wissenschaften werden, was dieser jedoch ablehnte. Stattdessen schlug er (seinen ehemaligen Klassenkameraden) Tobie Goedewaagen, einen erfolglosen Gelehrten, als Minister für Volksaufklärung und Künste vor sowie den Germanisten Jan van Dam für das Ministerium für Erziehung, Wissenschaft und Kulturverwaltung; beide Ministerien wurden im November 1940 neu gegründet.
Im Juli 1941 wurde Geerto Snijder Mitglied der Nationaal-Socialistische Beweging in Nederland (NSB), der die Niederländische SS formal unterstellt war. Innerhalb der SS wurde Geerto Snijder zum 17. Mai 1942 zum SS-Untersturmführer und zum 28. November 1943 zum SS-Obersturmführer befördert. Geerto Snijder profilierte sich als bevorzugter Ratgeber von Seyß-Inquart in Sachen Kultur und wirkte im Bereich der nationalsozialistischen Kulturpolitik als Präsident Kultuurraad, war Vorsitzender der Niederländisch-Deutschen Kulturgemeinschaft und wurde im Juni 1943 Leiter der Germanischen Werkgemeinschaft Niederlande im Ahnenerbe SS. 
Im Jahr 1937 verlieh ihm der Führer und Reichskanzler des Deutschen Reiches Adolf Hitler als einem von 18 Preisträgern dieses Jahres die Goethe-Medaille für Kunst und Wissenschaft und im Folgejahr 1938 den Verdienstorden vom Deutschen Adler. Im Jahr 1942 erhielt er von Heinrich Himmler den SS-Ehrenring.
Geerto Snijder wurde wegen seiner Aktivitäten am 5. Mai 1945 mit Königlichen Erlass durch Königin Wilhelmina von der Amsterdamer Universität suspendiert und unehrenhaft entlassen. Er wurde später vor Gericht gestellt und wegen Kollaboration zu zwölf Jahren Gefängnis verurteilt. Im Jahr 1953 wurde er vorzeitig aus der Haft entlassen und ging wenig später mit seiner Familie nach Deutschland, wo er 1992 im Alter von 96 Jahren starb.
Er war seit 1. Juni 1922 verheiratet mit Charlotte Emma Elise Helene, geborene Wilkening. Die Trauung fand in Hannover, der Heimatstadt seiner Ehefrau, statt.

## Schriften (Auswahl)
- De forma matris cum infante sedentis apud antiquos. Wien 1920 (Digitalisat).
- Dordrecht. Hölzel, Wien 1920.
- Kretische Kunst. Versuch einer Deutung. Gebr. Mann, Berlin 1936.
- Der abenteuerliche Schutthaufen. Grabungsstollen in die Kulturgeschichte. Bruckmann, München 1955.
- Bauten im Werden. Baustellen aus 5 Jahrtausenden. Bruckmann, München 1959.
- Wunderglaube und Wahn. Aus der bunten Welt der Scharlatane. Bruckmann, München 1965.
- Instrumentum Medici. Der Arzt und sein Gerät im Spiegelbild der Zeiten. C. H. Boehringer Sohn, Ingelheim 1972.
- Minoische und mykenische Kunst. Aussage und Deutung. Schnell und Steiner, München/Zürich 1980, ISBN 3-7954-0103-8.